# عبد القادر باشا الخضيري
عبد القادر باشا الخضيري(ولد في بغداد عام 1860 - توفي في عام 1923 م) وهو تاجر وسياسي، منحه السلطان عبد الحميد منصب الباشا عام 1900، وترأس لجنة الاتحاد والترقي، وكان لهُ علاقة جيدة مع الوالي ناظم باشا، ويعد من تُجار العراق المعروفين، وله دور في تأسيس الملكية والجيش العراقي. 

## حياته
والدهُ هو التاجر البغدادي الحاج عبد الرزاق جلبي آل الخضيري بن ياسين بن عمر بن أحمد بن محمد أمين بن ملا خضر بن محمد بن بجلي من آل قويعي من آل جعفر من عبدة من شمر. وآل قويعي : من عوائل حائل ومن أكبر وجهائها وأعيانها، وإحدى الأسر الجعفرية العبدية الشمرية التي سكنت نجد، أسرة لها ثقل تاريخي وسياسي كبير بالإضافة إلى ثقلها الاجتماعي في الجزيرة العربية وفي حائل بالأخص، وكانو وزراء إمارة حائل التي كانت إمارة مستقلة في زمن حكامها آل رشيد. منح الباب العالي في إسطنبول  عبد القادر باشا الخضيري منصب الباشا في عام 1900 بفرمان من السلطان عبد الحميد، وترأس لجنة الاتحاد والترقي، وكان لهُ علاقة جيدة مع الوالي ناظم باشا، ويعد أحد تُجار العراق المعروفين، وكان يمتلك أراض زراعية واسعة في بغداد والعمارة ويمتلك «خان الخضيري» في العشار في مدينة البصرة. بالإضافة إلى خان ابنة التاجر علي صائب جلبي الخضيري في شارع الرشيد. ويمتلك شركة نقل نهري بين بغداد والبصرة، ويمتلك سفن تجارية لنقل البضائع والأشخاص، حيث أن أشهر هذه السفن هي (القادري) لنقل المسافرين. ساهم مع أشقائه عبد الجبار جلبي الخضيري وياسين باشا الخضيري و قاسم باشا الخضيري بالحد من سيطرة الشركات الأجنبية في العراق، فقاموا بتأسيس شركة الخضيري للنقل النهري للحد من استحواذ شركة «لنج» البريطانية على النقل النهري. كان قصرهُ المطل على نهر دجلة الذي كان فيه الاجتماع التأسيسي الأول للجيش العراقي عام 1921. توفي عام 1923 في بغداد.

## دوره السياسي
ابتدأ تشكيل الجيش العراقي في أحد بيوت بغداد ذلك ان عبد القادر الخضيري خصص داره الواقعة في شارع الرشيد القريبة من جسر الجمهورية وقبل لقاء شارع الرشيد بشارع أبي نواس خصصها كأول دائرة عسكرية في تاريخ العراق، ذلك ان بداية وزارة الدفاع التي استقبلت أول المتطوعين في الجيش كانت في دار عبد القادر الخضيري قبل نقل نواة الجيش إلى مبنى المشيرية مجاور القشلة وإلى الرديف وإلى القلعة أي وزارة الدفاع حيث تم تشكيل فوج موسى الكاظم الذي نقل إلى خان الكابولي في الكاظمية سنة 1921م ثم الحلة.
استضاف عبد القادر باشا الخضيري شخصيات سياسية بارزة، من بينها الملك فيصل الأول. وايضاً غيره من الذوات ـ ووصل السيد طالب النقيب إلى بغداد في 25 منه ونزل في دار عبد القادر الخضيري الواقع علي ضفة النهر قرب الباب الشرقي وبقى في ضيافته طول سكنه ببغداد.

## الثورة على بيت لنج
بعث عبد القادر الخضيري باسم المتظاهرين ببرقيات إلى أهالي البصرة والموصل يحثهم على التعاون مع أهالي بغداد لمنع دمج الإدارة النهرية مع شركة لنج التي كانت تقبض على التجارة والمِلاحة في العراق بأيدي من حديد وحولت التجارة العراقيين إلى وسطاء وسرت شائعات بين الأهالي في بغداد بِأَن الحكومة العثمانية باعت العراق وتسلم ناظم باشا برقية أخرى وقعها عدد من الوجهاء جاء فيها أن ثلاثين ألفاً من أهالي بغداد سيتظاهرون ضد بيع الإدارة النهرية إلى شركة لنج، وفي العشرين من كانون الأوّل عام 1909 كان ممثلو المتظاهرين في انتظار الوالي ناظم باشا وبناءً على طلبهم سار معهم الوالي إلى دائرة البريد واتصل من هناك بالصدر الأعظم حسين حلمي ورجاه تلبية مطالب الجماهير البغدادية وعدم بيع الإدارة النهرية إلى شركة لنج للملاحة، أما وزير الداخلية العثماني فقد بعث ببرقية إلى ناظم باشا نفى فيها بيع البواخر إلى شركة لنج وأعلن أن المشروع المقترح هو تكوين شركة مشتركة يكون في إدارتها أربعة من العثمانيين وتجار من بغداد وأضاف الوزير العثماني أن أهالي بغداد إذا كانوا يخشون من وقوع اسهم الشركة الجديدة بيد شركة لنج للملاحة فلا مانع من بيعها في بغداد.

## آل الخضيري
عائلة الخضيري العائلة الوحيدة التي كان لها في النصف الأول من القرن العشرين ببغداد سبع مجالس ثقافية أدبية في محلة الاعظمية ومحلة الكرادة الشرقية ومحلة باب الشيخ ومحلة الصدرية ومحلة راس الساقية ومحلة سراج الدين ومحلة الدسابيل. وهذه العائلة البغدادية عائلة الخضيري العائلة التي سيطرت على النقل النهري وخاصة بين بغداد والبصرة اذ اهتمت بالنقل النهري منذ أن كان بالطرق البدائية حتى بداية النقل بالمراكب البخارية سنة 1841م وما تبع ذلك من تشكيل شركة للمراكب في بغداد سنة 1854 برأس مال حكومي ومن التجار والاعتراض على بيع السفن إلى جهات النقل إلى الجهات الانگليزية حيث تزعمت هذه العائلة الاتجاه الرافض للبيع وتوسطت لدى السلطان العثماني بعد أن قرر والي بغداد بيع السفن ولكنها لم تستطع منع ذلك واستمرت في تجارة النقل حتى انها اشترت الشركة الانگليزية بأجمعها وهي شركة بيت اللنج وتم الشراء في ثلاثينات القرن العشرين بزوارقها ومعداتها ومحطاتها على الأنهر وحتى بناية الشركة المذكورة تلك البناية الكبيرة في شارع الرشيد. 
وآل الخضيري أسرة اشتهرت ليس ببغداد باعتبارها عائلة بغدادية فحسب، بل في أطراف العراق منذ زمن بعيد في التجارة والزراعة، وهي تعود إلى عشيرة شمر العشيرة المشهورة في المشرق العربي تربطها مع العوائل العراقية صلات النسب والقربى وأول من اشتهر من رجالها الحاج زكريا بن الحاج خضر الذي شيد مسجداً في محلة الدسابيل القريبة من باب الشيخ وأجرى له الجرايات وحبس له الاوقاف وجعل من ملحقاته سِقاية للناس بموجب وقفيات مسجلة في محكمة بغداد الشرعية تعود إلى سنة 1796م وبعدها كان له مجلس ثقافي في داره وبعد وفاته دفن في هذا المسجد وكتب عليه:-
أبا زكريا في النعيم مخلد وكان ذلك سنة 1819 م واعقبه من هذه العائلة بالفضل والوجاهة عبد الرحمن چلبي الخضيري والحاج عبد القادر چلبي الخضيري ثم الحاج عبد الرزاق چلبي الخضيري مجدد بناء مسجد الشيخ عبد العزيز الانصاري في محلة سراج الدين بعد أن أصابه الإهمال الذي جدده وصرف عليه المبالغ وجعل له قبلة ومصلى ومدرسة علمية وسقاية وأوقف عليه الاموال سنة 1885م ومن أعيان هذه العائلة عميد التجار عبد القادر باشا الخضيري بن الحاج عبد الرزاق حيث كان من أهل الثروات الطائلة فَلهُ بين بغداد والبصرة البواخر الصغيرة والكبيرة ومن عادته عدم أخذ الأجرة من الفقراء والعمال ولصيته الواسع وذكره الحسن ولشهرته وسيرته المستقيمة منحه السلطان العثماني رتبة الباشوية سنة 1900 أي أصبح في نفس رتبة والي بغداد العثماني باشا بغداد الذي توفي سنة 1922م الذي خصص داره لنواة الجيش عند بداية تشكيله.
كذلك حصل على وسام شير خورشيد من إيران توفي سنة 1922م ومن هذه العائلة ياسين چلبي الخضيري بن عبد الرزاق حيث يجلس في الخان الذي يملكه في شارع المستنصر قريب من المحكمة الشرعية لقضاء أشغاله التجارية الذي كان أديباً ظريفاً أبعده الانگليز إلى الهند حصل على عضوية مجلس الاعيان الملكي توفي سنة 1946 أما الأخ الثالث من أبناء عبد الرزاق الخضيري وهو عبد الجبار باشا الذي اتخذ من البصرة محلاً لأعمالهِ خاصةً في شؤون النقل النهري وأخوهم الرابع قاسم باشا بن عبد الرزاق فقد كان أول رئيس لغرفة تجارة بغداد بنى مسجداً في البصرة وآخر في العمارة وانتخب نائباً في البرلمان الملكي أما السيد ناجي چلبي بن رشيد چلبي فقد مدحه إبراهيم الدروبي بكتابه (البغداديون) بشكل لم يمدح آخر فلقد كان كريم الاخلاق حسن الصفات مليح الملمات يأخذك بمداعباته وقصصه الممتعة وفكاهاته المتنوعة شارك في مشاريع خيرية كثيرة من مساجد ومستشفيات ومعاهد ومنهم الحاج عيسى چلبي الخضيري الذي اتصف بالوداعة والاخلاق الحسنة والنزاهة وعبد الكريم چلبي بن عبد الجبار چلبي الخضيري وعبد الودود چلبي بن قاسم باشا الخضيري وغيرهم من رجال هذه العائلة وتبقى عائلة الخضيري البغدادية العائلة البغدادية الوحيدة صاحبة المجالس الثقافية السبعة.